# Physconia distorta
Physconia distorta (Synonym: Physconia pulverulenta) ist eine in Mitteleuropa mäßig häufige Blattflechtenart, die Baumrinde besiedelt.

## Beschreibung
Das mehr oder weniger rosettige Lager der morphologisch sehr variablen Physconia distorta erreicht 5 cm (selten bis 10 cm) Durchmesser. Die Farbe des Thallus reicht von grau bis braun (manchmal ins Rötliche spielend), typischerweise ist er – besonders an den Enden der 1 bis 2 mm schmalen Thalluslappen – fleckig bereift. Die Unterseite besitzt schwarze Rhizinen, die rechtwinklig aufgefasert sind. Während Isidien oder Sorale fehlen, sind Apothecien (Durchmesser 2 bis 5 mm) oft in größerer Zahl vorhanden, ihre dunkle Scheibe ist weißlich bis bläulich bereift.

## Verbreitung
Das Verbreitungsgebiet von Physconia distorta reicht von Nord- bis Südeuropa. Sie ist besonders an nährstoffreicher, staubimprägnierter Rinde freistehender Laubbäume (z. B. Esche, Pappel) in kalkreichen Gebieten anzutreffen, bei stärkerer Luftverunreinigung (v. a. durch saure Substanzen) fehlt sie.